# Moqueur gris
Toxostoma cinereum
Espèce
Statut de conservation UICN

 LC  : Préoccupation mineure
Le Moqueur gris (Toxostoma cinereum) est une espèce de l'ordre des passereaux de la famille des Mimidae.
Il est endémique de la péninsule de Basse-Californie (Mexique).